# Переханово
Переха́ново — пресноводное озеро карстового происхождения на северо-западе Ковровского района Владимирской области, близ границы с Камешковским районом.

## Расположение
Озеро находится в левобережье реки Клязьма на территории Малыгинского сельского поселения, к югу от посёлка Малыгино и к северо-западу от деревни Сергейцево, в 10 км северо-западнее административного центра района — города Ковров.

## Физико-географическая характеристика
Озеро имеет близкую к овальной форму. Располагается на высоте 91,6 м над уровнем моря. Берега озера низкие, поросшие смешанным лесом, на юге и юго-востоке — луговой растительностью. Дно песчаное, пологое. Площадь водоёма составляет 0,44 км². Длина озера 0,92 км, максимальная ширина составляет 0,63 км.

## Инфраструктура
На водоёме оборудован пляж, установлен спасательный пост, контейнер для сбора мусора, осуществляется контроль за состоянием внешнего благоустройства зоны отдыха на озере. Проезд к озеру платный. На восточном берегу — база отдыха и ресторан. Озеро богатой рыбой (плотва, окунь, линь, карась, карп, окунь, краснопёрка). Рыбалка платная.